# River's End (1930)
River's End is een Amerikaanse western uit 1930 onder regie van Michael Curtiz. In Nederland werd de film destijds uitgebracht onder de titel John Keith's misdaad.

## Verhaal
Sergeant Connie Conniston en zijn gids Pat O'Toole zijn op het spoor van de ontsnapte moordenaar John Keith. Ze vangen hem in het noorden van Canada. Keith blijkt een dubbelganger te zijn van Conniston. Op de terugweg weet Keith te ontsnappen, als de slee van het drietal kantelt. Hij laat Conniston en O'Toole voor dood achter in de sneeuw. Al gauw krijgt Keith echter spijt van zijn daad en hij brengt hen beiden in veiligheid in een noodcabine. Conniston sterf door de koude. O'Toole raakt overtuigd van de onschuld van Keith. Hij laat Keith zich voordoen als Connie Conniston om aan de Canadese autoriteiten te ontsnappen.

## Rolverdeling
| Acteur               | Personage              |
| -------------------- | ---------------------- |
| Charles Bickford     | John Keith / Conniston |
| Evalyn Knapp         | Miriam McDowell        |
| J. Farrell MacDonald | Pat O'Toole            |
| Zasu Pitts           | Louise                 |
| Walter McGrail       | Sergeant Martin        |
| David Torrence       | Inspecteur McDowell    |
| Frank Coghlan jr.    | Mickey O'Toole         |
| Tom Santschi         | Sergeant Shotwell      |